# Abdelhaq Talhaoui
Abdelhaq Talhaoui (arab. عبد الحق الطلحاوي, ur. 1 marca 1986 w Nadorze) – marokański piłkarz, grający jako ofensywny pomocnik.

## Klub

### Początki
Jako junior występował w Hilal Nador Seniorską karierę zaczynał w AS Salé, gdzie grał od 2007 roku. Był też na rok wypożyczony do Chabab Rif Al Hoceima.

### Raja Casablanca
1 lipca 2011 roku przeniósł się do Raja Casablanca. W tym zespole debiut zaliczył 22 sierpnia 2011 roku w meczu przeciwko KAC Kénitra (porażka 1:0). Grał cały mecz. W sumie zagrał 5 meczów w lidze.

### Hassania Agadir
1 stycznia 2013 roku przeniósł się do Hassanii Agadir. W tym klubie po raz pierwszy wystąpił 10 lutego 2013 roku w meczu przeciwko Difaâ El Jadida (wygrana 1:0). Zastąpił Ahmeda Fatihiego, który z boiska zszedł w 89. minucie. Zagrał 5 meczów.

### KAC Kénitra
1 sierpnia 2013 roku dołączył do KAC Kénitra. W tym klubie zadebiutował 27 sierpnia 2013 roku w meczu przeciwko Olympique Khouribga (1:1). Zagrał cały mecz. W sumie wystąpił w 10 meczach.

### Dalsza kariera
1 lipca 2015 roku zmienił klub na Fath Nador. 1 lipca 2016 roku przeniósł się do Stade Marocain Rabat. 1 lipca 2017 roku trafił do USM Oujda. 1 lipca 2020 roku wrócił do Fath Nador. Rok później zakończył karierę.